# 둘 하나 섹스
"둘 하나 섹스"(Yellow Flower)는 한국에서 제작된 이지상 감독의 1998년 드라마 영화이다. 김중기 등이 주연으로 출연하였다.

## 출연

### 주연
- 김중기
- 서정

### 조연
- 장미루
- 조형일
- 김용길

### 단역
- 김뢰하
- 오신환

## 기타
- 프로듀서: 조영각
- 연출부: 허재영
- 연출부: 최금례
- 연출부: 김영훈
- 음향: 김수덕
- 특수효과: 안정균
- 분장: 김주현
- 분장: 문선미
- 음악부문: 박용준
- 음악부문: 함춘호